# オランダおいね
『オランダおいね』（おらんだおいね）はTBS「ポーラテレビ小説」枠で1970年3月30日から1970年9月26日まで放送された連続テレビドラマである。白黒作品。全156回。

## 概要
「ポーラテレビ小説」第4作。シーボルトの娘として生まれた主人公楠本いねが、混血という偏見と闘いながら、幾多の困難を乗り越えて日本初の産婦人科医になるまでの半生を描いた一代記ドラマ。主演には新人ではなく、1968年に映画デビュー後映画、テレビに出演実績のある丘みつ子が起用された。オペラ歌手藤原義江がシーボルトに扮し話題を呼ぶ。最高視聴率19.7％(ビデオリサーチ関東地区調べ)。

## 物語
弘化2年（1845年）長崎。開業医二宮敬作の養女いねは17歳の明るい娘に成長していた。ある日、町内の娘から自分がオランダ人との混血だと告げられたいねは、離れて住む実母のたきを訪ねて出生の秘密を知ってしまう。二宮の実子との確執も絡んで長崎を離れる決意をしたいねは大阪に出て呉服屋に奉公するが、そこも安住の地ではなく、清水、江戸、再び長崎と住まいを変えながらそこで出会ったさまざまな人たちとの触れ合いから、次第に医学への志を強くしてゆく。

## キャスト
- 楠本いね ……………… 丘みつ子
- 二宮敬作 ……………… 久米明
- 二宮良成 ……………… 河原崎建三
- 二宮ちせ ……………… 徳永礼子
- 楠本たき ……………… 馬淵晴子
- 伊東玄朴 ……………… 原保美
- 黒川静安 ……………… 日下武史
- 石井宗謙 ……………… 安部徹
- 高野長英 ……………… 北村和夫
- 中山作之進 …………… 津坂匡章
- 中山幸 ………………… 堀越節子
- シーボルト …………… 藤原義江
- 鳴海屋儀右衛門 ……… 金田龍之介
- 吉田屋久兵衛 ………… 小野寺昭
- 清水の長五郎 ………… 石立鉄男
- 女房お蝶 ……………… 佐々木愛
- 川路聖謨 ……………… 高松英郎
- 明石三右衛門 ………… 織本順吉
- その …………………… 長内美那子
- つる …………………… 初井言榮
- 同心坂井 ……………… 佐藤英夫
- 源太 …………………… 内田朝雄
- 芳賀老人 ……………… 河野秋武
- 吾助 …………………… 吉田義夫
- 梅香 …………………… 三条泰子
- 辰造 …………………… 新田昌玄
- 半次 …………………… 高松しげお
- 清吉 …………………… 柳生博
- ゆき …………………… 水沢有美
- 咲 ……………………… 高森和子
- 伝吉 …………………… 江角英明
- りく …………………… 園佳也子
- まき …………………… 土井かつえ
- まきの母 ……………… 富田恵子
- 石井久吉 ……………… 中山克己
- お幸 …………………… 水沢礼子
- 義作 …………………… 石山律
- 利助 …………………… 中台祥浩
- ふみ …………………… 植田多華子
- 二宮敬良 ……………… 斉藤和之
- 二宮しの ……………… 上原ゆかり
- きよ …………………… 山崎知子
- たま …………………… 柚木れい子
- くめ …………………… 中川加奈
- 三太 …………………… 山本周
- デビッソン …………… ジェッサー・ロルフ
- ミュレル ……………… テオドール・ペテルン
- 二木てるみ
- 音無美紀子
- 大山のぶ代
- 西岡慶子
- 加藤和夫
- 高品格
- 桑山正一
- 三角八郎
- 奥村公延
- 大久保正信
- 波多野憲
- 入江真弓
- 赤崎ひかる
- 斉藤英雄
- 渡真二
- ナレーター …………… 奈良岡朋子

## スタッフ
- 脚本：横光晃
- 演出：鈴木淳生、日向宏之、佐藤虔一
- 音楽：山下毅雄
- プロデューサー：村上瑛二郎

## 参考資料
- 「テレビジョンドラマ」（放送映画出版）

| TBS系 ポーラテレビ小説             | TBS系 ポーラテレビ小説                 | TBS系 ポーラテレビ小説           |
| 前番組                             | 番組名                                 | 次番組                           |
| ---------------------------------- | -------------------------------------- | -------------------------------- |
| 安ベエの海 (1969.9.29 - 1970.3.28) | オランダおいね (1970.3.30 - 1970.9.26) | 花もめん (1970.9.28 - 1971.3.27) |